# Stretto dell'Armata Rossa
Lo Stretto dell'Armata Rossa (in russo Пролив Красной Армии, Proliv Krasnoj Armii) è uno stretto nell'arcipelago russo di Severnaja Zemlja; è situato nelle acque territoriali di Krasnojarsk.
Prende il nome dall'Armata Rossa (Krasnaya Armiya), il nome dato alle forze armate dell'Unione Sovietica dopo la disintegrazione dell'esercito imperiale russo nel 1917.

## Geografia
Lo stretto sta fra l'isola Krupskoj, l'isola del Pioniere e Komsomolec (a nord), e l'arcipelago di Sedov e l'isola della Rivoluzione d'Ottobre (a sud). Collega il mare di Kara, a ovest, con quello di Laptev ad est. La superficie d'acqua fa parte del mare di Kara. Nella parte centrale è collegato con lo stretto Junyj (пролив Юный).
La sua lunghezza è di circa 110 km ed è largo 10–18 km. Ha una profondità massima di 460 m. Le coste sono per lo più ripide e scoscese; è coperto di ghiaccio buona parte dell'anno. Tra i maggiori fiumi che si gettano nelle acque dello stretto, dall'isola della Rivoluzione d'Ottobre, ci sono l'Obryvistaja (Обрывистая) e il Bol'šaja (Большая).

## Isole presenti nello stretto
Elencate a partire da est verso ovest:
- Isola Kommunar (остров Коммунар)
- Isola Poterjannyj (остров Потерянный)
- Isole Izvestnjakovye (островa Известняковые)
- Isola Otkrytyj (остров Открытый)
- Isola Čërnyj (остров Чёрный)
- Isola Vysokij (остров Высокий)
- Isole Raznye (острова Разные)
- Isola Kaštanki (остров Каштанки)
- Isole Nezametnye (острова Незаметные)